# Isaac Romo
Isaac Romo González (23 de marzo de 1983 en Guadalajara, Jalisco, México) es un exfutbolista mexicano de origen tapatío, se desempeñaba como delantero. Actualmente ya está retirado y su último equipo fue el club Leones Negros de la UDG de la liga de Ascenso MX. 

## Trayectoria
Debutó con el Club Deportivo Guadalajara en el 2003, militó para el Club Deportivo Guadalajara, Chivas USA, Querétaro, Cruz Azul y Puebla Fútbol Club. Ha marcado 34 goles en la Primera División de México.

### Inicio en Guadalajara
Lo debutó Hans Westerhof con Guadalajara en el Apertura 2003. Ocupando el dorsal 19. Entró al minuto 39 por Jair García jugando contra el Club Deportivo Veracruz. Salió en el Apertura 2004 para militar con Chivas USA en 2005 llevando el dorsal 9. Llegó a Jaguares de Chiapas en el Clausura 2006, estuvo con Tigres de la UANL en el Apertura 2006, con Querétaro Futbol Club del Apertura 2009 al Apertura 2010 utilizando el dorsal 11, con Deportivo Cruz Azul en el Clausura 2011 con el dorsal 9, llegó a Puebla Fútbol Club en Apertura 2012 llevando el dorsal 19, a Querétaro volvió en el Apertura 2013 ocupando el dorsal 9, a la U. de G. en el Apertura 2014 con el dorsal 9, siguiendo con el Atlético de San Luis ocupando el 9, antes de su retiro volvió a Leones Negros.

### Gallos Blancos de Querétaro
En el Torneo Apertura 2009 marcó en tres ocasiones contra Indios, Cruz Azul y San Luis.
En el Bicentenario 2010 marco su mayor cantidad de goles en Primera División con 5 goles en el torneo.
En el Torneo Apertura 2010 no pudo marcar ni un solo gol y tras la gran actuación de Sergio Rubén Blanco fue dado de baja para el siguiente torneo. Fue transferido al C. D. Cruz Azul.

### Cruz Azul
Anotó su primer gol en Cruz Azul, contra el Atlas de Guadalajara en el Estadio Azul dándole un triunfo a su equipo 2-1, su segundo gol fue contra su exequipo el Querétaro en el estadio Corregidora dándole el empate a uno a Cruz Azul. Al final del torneo fue transferido al Club Puebla.

### Puebla
Jugó en el torneo Apertura 2011 con el Club Puebla donde a pesar de su poca actividad metió dos goles.

### Regreso a Gallos Blancos
Para la temporada 2012 vuelve a Querétaro para ser el sustituto del hombre gol del torneo pasado: Carlos Bueno, pero Romo solo puede hacer cuatro goles en el torneo y tras meterse el Querétaro en problemas de descenso es dado de baja y regresa al Puebla.

### Regreso a la Franja
Vuelve a la Franja donde es mandado a jugar la Copa MX 2013 donde mete dos goles frente a Pumas de la UNAM y Atlante F. C., además de meter otros dos goles en el torneo de Liga MX regular.

### De vuelta al Querétaro
Romo tiene su segundo regreso al Querétaro, donde tendría que pelear la posición con jugadores como Wilberto Cosme y Esteban Paredes, durante este torneo juega la Copa MX marcando 2 goles frente a Leones Negros y Atlético San Luis. Después de que el equipo queretano fuera eliminado de la Copa, Romo no tuvo más que para ser banca durante el resto del torneo. Tras una gran temporada de Querétaro en la Liga MX, califica como séptimo general a la liguilla por el título de Primera División del fútbol mexicano.
A una semana de jugarse los cuartos de final, frente al Santos Laguna, el goleador del equipo Esteban Paredes se lesiona y en su lugar entra Luis Guadalupe Loroña, tras 80 minutos el Santos ganaba 3-0 en el partido de ida, entonces Ignacio Ambriz manda a Romo al campo y, sorprendentemente, en el primer balón que toca mete gol y dos minutos después volvería hacer gol, descontando 3-2 y dando esperanzas al equipo queretano de ganar en el partido de vuelta. Ya en Torreón el Club Santos Laguna ganaba por un gol, nuevamente entró Romo de cambio y volvió a anotar en el primer balón que tocaba, sin embargo no sirvió de mucho, pues Santos terminaría ganado 3-1 para un global de 6-3, quedando el Querétaro Fútbol Club eliminado. Ese sería el último partido donde Romo metería goles en Primera División. Jugando para los Leones Negros de la U de G no pudo anotar, después pasaría por equipos del Ascenso MX. En la división de plata ya no pudo sobresalir más y se retiró en 2017.

## Clubes
| Club                   | País           | Año         |
| ---------------------- | -------------- | ----------- |
| Guadalajara            | México         | 2003-2004   |
| Chivas USA             | Estados Unidos | 2005        |
| Guadalajara            | México         | 2005        |
| Jaguares de Chiapas    | México         | 2006        |
| Tigres de la UANL      | México         | 2006        |
| Tigres Mochis          | México         | 2007        |
| Querétaro              | México;        | 2008 - 2010 |
| Cruz Azul              | México         | 2011        |
| Puebla                 | México         | 2011        |
| Querétaro              | México         | 2012        |
| Puebla                 | México         | 2012 - 2013 |
| Querétaro              | México         | 2013 - 2014 |
| Leones Negros U. de G  | México         | 2014        |
| Atlético San Luis      | México         | 2015        |
| Cimarrones de Sonora   | México         | 2015        |
| Leones Negros U. de G. | México         | 2016 - 2017 |

- Datos: Q6077024